# Município de Upper Fork (condado de Burke, Carolina do Norte)
Localização da Carolina do Norte nos E.U.A.
O município de Upper Fork (em inglês: Upper Fork Township) é um localização localizado no  condado de Burke no estado estadounidense da Carolina do Norte. No ano 2010 tinha uma população de 1.066 habitantes.

## Geografia
O município de Upper Fork encontra-se localizado nas coordenadas 35° 38′ 51,46″ N, 81° 39′ 35,34″ O.